# Ouest et Vallée du Tage
Oeste e Vale do Tejo ((pt)) est une région du Portugal située au centre-ouest du pays, au nord-est de Lisbonne. 

## Historique
Créé en 2024 en partie dans les régions du Centre (Moyen Tage, Ouest) et de l'Alentejo (Lisière du Tage).

## Géographie
Elle est composée de trois sous-régions, :
- Lisière du Tage
- Moyen Tage
- Ouest

Cette région regroupe, en 2025, 34 municipalités sur un territoire d'environ 9 200 km² et regroupant une population d'environ 850 000 habitants, dont les principaux secteurs d'activités sont l'agriculture, la logistique et les industries de transformation.